# Tintenbar
Tintenbar is een plaats in de Australische deelstaat New South Wales en telt 587 inwoners (2006).